# Hadena avempacei
Hadena avempacei är en fjärilsart som beskrevs av Willie Horace Thomas Tams 1925. Hadena avempacei ingår i släktet Hadena och familjen nattflyn. Inga underarter finns listade i Catalogue of Life.